# Венгринович, Валерий Львович
Валерий Львович Венгринович (14.07.1939 — 24.06.2022) — советский и белорусский учёный в области физики магнитных явлений и неразрушающего контроля, доктор технических наук (1990), профессор, лауреат премии Национальной академии наук Беларуси 2007 года.
Родился 14.07.1939 в Киеве.
Окончил Киевский политехнический институт (1961).
С 1965 г. работал в Институте прикладной физики АН Белорусской ССР (Минск).
В 1970 г. защитил кандидатскую диссертацию «Реологические модели деформирования металлов и методы их реализации в расчетах при сварке». В 1990 году защитил докторскую диссертацию «Развитие теории эффекта Баркгаузена и разработка средств неразрушающего контроля и диагностики поверхностных слоев металлических материалов».
Организатор и первый заведующий (1989—2019) лаборатории вычислительной диагностики, основными направлениями деятельности которой были разработка и наладка систем мониторинга строительных конструкций, усталостные испытания, изучение усталостных явлений, магнитошумовая структуроскопия, малопроекционная и малоракурсная томография.
Под его руководством разработано несколько поколений магнитошумовых структуроскопов, не имеющих зарубежных аналогов. Структуроскопы INTROSCAN и INTROMAT экспортировались в Германию, Францию, Японию, Корею, Индию, Чехию, Италию, Россию.
В 1999 г. в рамках Европейской программы COPERNICUS разработана основанная на магнитном эффекте Баркгаузена система измерения веса и баланса аэробусов для промышленных корпораций Daimler, Chrysler, Aerospace Airbus и British Aerospace.
Инициатор и председатель оргкомитета первой, второй и третьей международных конференций «Компьютерные методы и обратные задачи в неразрушающем контроле и диагностике» (1995, 1998, Минск, 2001, Москва).
Руководитель секции «Компьютерные методы и моделирование» на 7-й и 10-й Европейских конференциях по неразрушающему контролю в Копенгагене (1998) и в Москве (2010), на 15-й Всемирной конференции в Риме (2000).
Главный редактор журнала «Неразрушающий контроль и диагностика» (Минск).
Лауреат премии Национальной академии наук Беларуси (2007) и Международной премии Баркгаузена (2008).
Автор более 200 научных работ, включая две монографии, более 60 авторских свидетельств и патентов на изобретения, более 50 статей в зарубежных журналах.
Сочинения:
- Магнитошумовая структуроскопия / В. Л. Венгринович; АН БССР, Ин-т прикл. физики. — Минск : Навука i тэхнiка, 1991. — 284,[1] с. : ил.; 21 см; ISBN 5-343-00809-7
- Итерационные методы томографии / В. Л. Венгринович, С. А. Золотарев. — Минск : Беларуская навука, 2009. — 227 с.